# Шрифт Раші

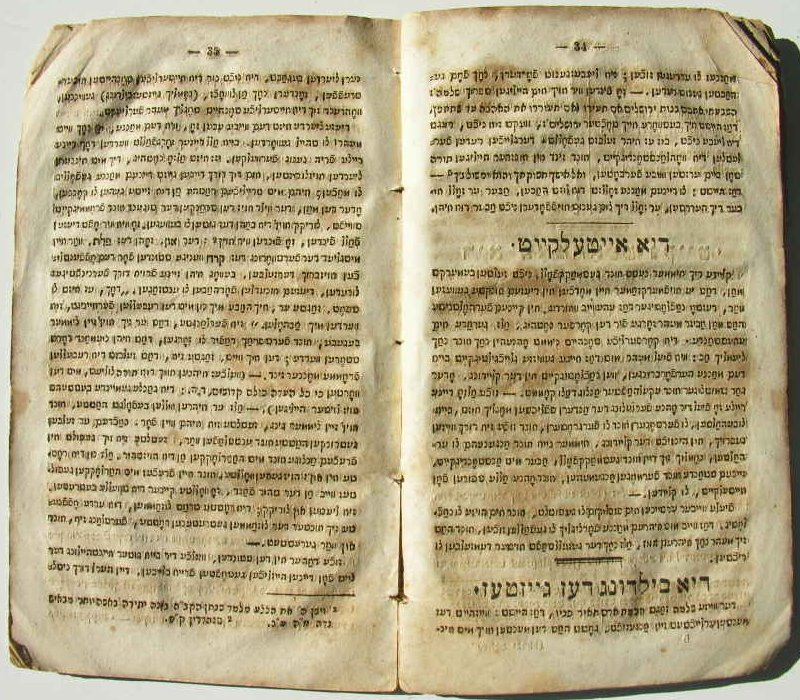
Приклад шрифту вайбертайч: Бер Франк «Махне Исроэл» (מחנה ישראל). Фюрт: Zuerndorffer und Sommer, 1845 (їдиш).

Шрифт Раші (івр. כתב רש"י — «ктав раші») — варіант єврейського письма, що використовується, головним чином, для коментарів текстів Біблії і Талмуду.
Шрифт був розроблений в сефардських друкарнях Венеції у XV столітті і діє донині для того, щоб відрізняти коментарі від оригінальних цитат ТаНаХа. Традиційно також використовувався в друкованих виданнях мовою ладіно.
Назва шрифту вказує на середньовічного єврейського вченого Раші (1040—1105), який жив у Франції і промишляв виноробством. Під його акронімом учні опублікували численні коментарі свого вчителя, що відносяться до Біблії і Талмуда. Сам РаШі ґрунтувався на ашкеназькій традиції, і не користувався шрифтом, який має сефардське походження, який потім назвали на його честь.

шрифт РаШі

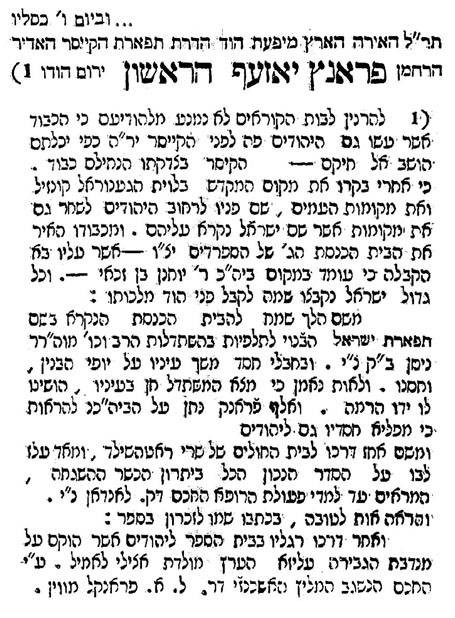
Використання шрифта РаШі для виносок у газеті «Га-Хавазелет», 1870 рік

Шрифт важко читати навіть тим людям, які добре знають іврит, зокрема тому, що деякі літери мають схожу форму (пор. аїн і тет, самех і мем софіт).
Різновид шрифту РаШі — так званий вайбертайч (їд. װײַבערטײַטש — букв. жіночий німецький, так як їдиш називався «їдиштайч», тобто єврейський німецький) — традиційно використовувався у орієнтованої на жінок літературі на мові їдиш.